# Loc imaginar
Un loc imaginar este un loc care nu există în realitate ci doar în ficțiune, cum ar fi de exemplu Atlantida, Lemuria, Hiperboreea, Continentul Mu sau Eldorado.